# Herrenhaus Groß-Tychow
Das Herrenhaus Groß Tychow (polnisch Pałac w Tychowie) befindet sich in Tychowo im Powiat Białogardzki in der Woiwodschaft Westpommern. 

## Geschichte
Der Ort im ehemaligen Kreis Belgard ist 1250 erstmals erwähnt und war lange Sitz des Tychower Zweigs der von Kleist. Im Jahr 1773 fiel der Besitz an die Vietzower Linie der Kleist. Kurz nach 1900 wurde Groß-Tychow zum Fideikommiss gemacht.

## Bauwerk
Das Herrenhaus liegt auf einem künstlichen Hügel, der noch an drei Seiten von einem ehemaligen Burggraben umgeben ist. Der erhaltene Bau auf U-förmigem Grundriss geht auf Umbauten um 1775 unter Peter Christian von Kleist zurück. Der älteste Teil des Baus ist vermutlich der Ostflügel, der auf einem Feldsteinfundament steht. Der Ostflügel ist mit einem außerordentlich massiven Tonnengewölbe unterkellert, während die Hälfte des Mitteltrakts und der Westtrakt nicht unterkellert sind.